# Château de Baraton
Le château de Baraton est un ancien édifice situé à Augan en France.

## Localisation
Le château était situé sur le territoire de la commune d'Augan, au lieu-dit Baraton, dans le département du Morbihan en région Bretagne.

## Historique
L'emplacement du château détruit nettement figure avec ses trois plateformes rectangulaires concentriques sur le cadastre de 1848, l'emplacement sans les plateformes est également figuré sur le cadastre de 1812 avec la mention : ruines de Baraton.
Le château est inscrit à l'inventaire général du patrimoine culturel en 1986.